# BICEP

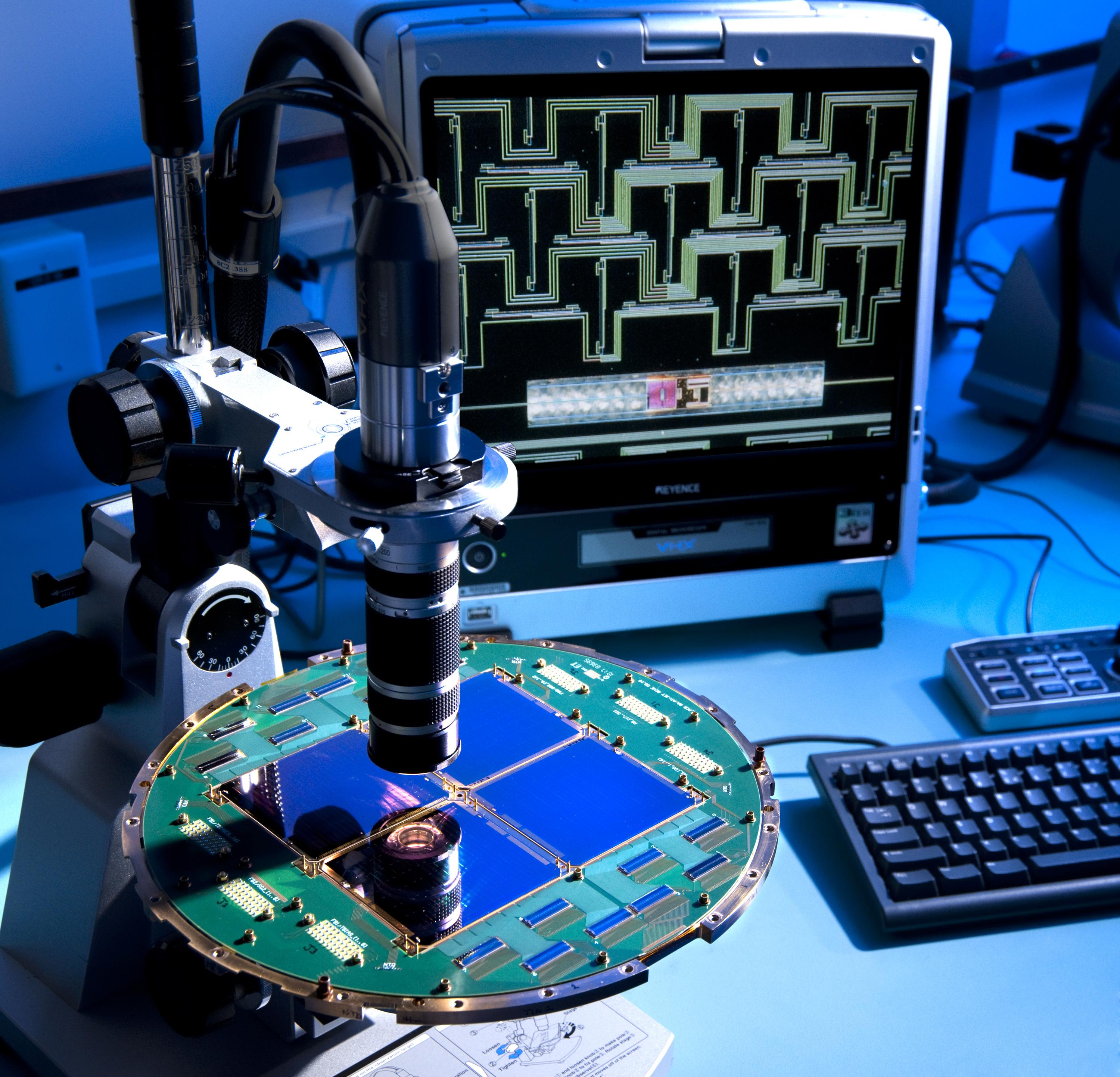

BICEP과 Keck Array는 우주배경복사(CMB)와 관련한 관측실험으로, 우주배경복사의 B-모드 편광 측정을 목적으로 한다. 우주배경복사의 B-모드 편광은 초기 우주 급팽창의 증거라고 여겨진다. 이 관측의 장비는 지금까지 BICEP, BICEP2, Keck Array의 단계를 거쳐 왔으며, 2014년 현재 BICEP3를 구축하고 있다. 2014년 3월 17일, 관련 연구 그룹은 BICEP2가 B-모드 편광 신호를 관측했다고 발표했지만 우주배경복사로부터 온 것인지는 논쟁중에 있다.

## 목표와 역사
이론에 따르면, 빅뱅 직후 빛보다 빠르게 공간이 팽창함에 따라(급팽창 이론) 중력파가 발생한다. BICEP의 목표는 이 중력파에 의해 발생한 우주배경복사의 편광 중, 특히 B-모드(컬 성분:Curl component)을 측정하는 것이다. Amundsen-Scott 남극기지에 설치되어 관측중이며, 지금까지의 세 장비 모두 천구의 남극을 중심으로 관측해 오고 있다.
이 관측과 관련된 기관들은 다음과 같다. Caltech, Cardiff University, University of Chicago, Harvard–Smithsonian Center for Astrophysics, Jet Propulsion Laboratory, CEA Grenoble (FR), University of Minnesota, Stanford University (이상 모든 장비). UC San Diego (BICEP1과2). National Institute of Standards and Technology (NIST), University of British Columbia and University of Toronto (BICEP2, Keck Array와 BICEP3). Case Western Reserve University (Keck Array).
BICEP은 2002년에 California Institute of Technology(Caltech)에서 시작되었다. Jet Propulsion Laboratory의 도움으로, 물리학자 Andrew Lange, Jamie Bock, Brian Keating와 William Holzapfel는 BICEP1 장비를 만들었고, 2005년에 Amundsen-Scott 남극기지에 설치해 관측을 수행했다. BICEP1을 남극에 설치한 직후, Caltech의 박사후과정이던 John Kovac 과 Chao-Lin Kuo을 비롯한 그룹은 BICEP2를 만들기 시작했다. BICEP2는 BICEP1과 비교했을 때 망원경은 그대로였지만, 새로운 방법으로 만든 측정기를 탑재했다. 이 새 측정기는 초점면에 필터, 처리, 영사, 그리고 측정 역할을 하는 인쇄 회로 기판(PCB)을 두었다. BICEP2는 2009년에 남극에 설치되어 관측을 수행했다.

## BICEP1
첫 BICEP 장비(개발 중에는 ‘Robinson 배경 중력파 망원경’이라 불렸다)는 주파수 100GHz와 150GHz(파장으로 3mm와 2mm)를 관측했으며, 각분해능은 각각 1.0°와 0.7°이었다. 우주배경복사의 편광에 민감한 98개의 측정기 배열(100GHz 50개, 150GHz 48개)을 가지고 있었으며, 한 쌍의 측정기는 편광 측정의 한 픽셀을 이루었다. 이 장비는 후에 만들 장비의 시범작이었고, 2006년 1월부터 관측을 시작해 2008년 말까지 진행되었다.

## BICEP2
두 번째 장비는 BICEP2이다. 초점면에 볼로미터인 초전도 전이단 센서(Transition-Edge Sensor: TES) 512개의 배열을 이용하여 256 픽셀을 구성하여, 이전 장비보다 훨씬 좋은 성능을 가지게 되었다. 26cm 구경의 망원경으로 150GHz를 관측하였으며, BICEP1을 대체하여 2010년부터 2012년까지 작동하였다.
2014년 3월, 네 명의 공동연구자인 John M. Kovac(Harvard-Smithsonian Center for Astrophysics), Chao-Lin Kuo(Stanford University), Jamie Bock(California Institute of Technology), Clem Pryke(University of Minnesota)는 BICEP2가 초기 우주의 중력파(primordial gravitational waves)로부터 생긴 배경복사의 B-모드를 관측했다고 발표했다. 2014년 3월 17일 Harvard–Smithsonian Center for Astrophysics에서 진행된 이 발표에 따르면, BICEP2는 {\displaystyle r=0.20+0.07-0.05} 수준의 B-모드를 관측하였다. 그러나, 2014년 6월, American Astronomical Society학회에서 천문학자 David Spergel은 이 관측 결과가 배경 복사에 의함이 아니라 우리 은하 내부의 성간먼지에 의한 빛의 산란 때문일 것이라고 주장했다. 측정된 텐서-스칼라 비율이 Planck 관측에 따른 범위를 벗어나기 때문에, 많은 과학자들은 이 관측결과가 성간먼지에 의한 결과라고 생각하고 있다.
Planck 연구진은 2014년 9월 발표한 논문에서 성간먼지를 정밀하게 측정했고, 이 성간먼지로 인한 신호가 BICEP2에서 얻어졌던 신호와 같은 세기라는 결론을 내렸다. 2014년 10월엔 POLARBEAR 연구진이 성간먼지와 기타 잡음의 영향을 제거한 후에도 97.2%의 신뢰도의 새로운 B-모드 편광을 관측했다고 발표했다.

## Keck Array
남극의 Martin A. Pomerantz Observatory에 있는 BICEP 망원경 바로 옆에, 사용되지 않고 있던 Degree Angular Scale Interferometer가 있었다. 이 자리에 Keck Array를 만들었다.
Keck Array는 다섯 개의 편광계로 이루어져 있다. 이 편광계는 BICEP2의 디자인과 비슷하지만, 큰 냉각용 액체 헬륨 저장 듀어(dewar) 대신 펄스 튜브 냉동기(pulse tube refregirator)를 이용한다.
2010-11 남반구 여름에 첫 세 개가 가동되었으며, 나머지 두 개는 2012년에 관측을 시작했다. 모든 편광계가 2013년까지 150GHz로 관측하다가, 두 개는 100GHz로 전향하였다. 각 편광계는 펄스 튜브 냉동기로 4K로 냉각되는 굴절 망원경(규모를 작게 만들기 위해)과, 초점면에 위치한 250mK로 냉각되는 512개의 초전도 전이단 센서로 이루어져 총 2560의 센서(1280 픽셀)로 구성된다.
이 프로젝트는 W. M. Keck Foundation로부터 230만 달러를 비롯해 National Science Foundation, the Gordon and Betty Moore Foundation, the James and Nelly Kilroy Foundation, the Barzan Foundation로부터의 자금을 지원받았다

## BICEP3
2012년 Keck array가 완성된 후, BICEP2는 더 이상 투자금 대비 효율이 좋지 않게 되었다. 그러나, Keck array와 같이 큰 액체헬륨 듀어를 제거하는 기술을 적용하여, 사용되지 않는 BICEP 망원경의 자리에 새로운 훨씬 큰 BICEP3 망원경을 건설중에 있다.
BICEP3은 Keck Array와 같이 2560개의 측정기(95GHz 이용)로 이루어져 있지만, 하나의 큰 55cm 구경 망원경으로 Keck Array보다 두 배에 가까운 광학적 성능을 가지게 된다. 2014-15 남반구 여름에 설치될 예정이다.

## 같이 보기
- 우주론
- 급팽창 이론